# 風間万裕子
風間 万裕子（かざま まゆこ、10月2日 - ）は、日本の女性声優。東京都出身。アイムエンタープライズ所属。

## 略歴
日本ナレーション演技研究所出身。2018年4月1日よりアイムエンタープライズに所属。
2023年5月にマリン・エンタテインメントによって結成された声優ユニット「Alice Eyez」（アリス アイズ）のメンバー。

## 人物
趣味としてアニメ・洋画鑑賞、ショートムービー作りをそれぞれ挙げている。特技としてピアノとベースをそれぞれ挙げている。

## 出演
太字はメインキャラクター。

### テレビアニメ
2018年
- アイカツフレンズ!（ファン）

2019年
- なむあみだ仏っ!-蓮台 UTENA-（女子高生）
- ダンジョンに出会いを求めるのは間違っているだろうか シリーズ（2019年 - 2020年、アマゾ娼婦、アルル） - 2シリーズ
- 俺を好きなのはお前だけかよ（カリスマ群E子）
- 超人高校生たちは異世界でも余裕で生き抜くようです!（ヒバリ）

2020年
- とある科学の超電磁砲T（二之腕生徒、女学生）
- 社長、バトルの時間です!（受付）
- イエスタデイをうたって（教師）
- LISTENERS リスナーズ（子供B）
- かぐや様は告らせたい?〜天才たちの恋愛頭脳戦〜（団員、女子生徒）
- 宇崎ちゃんは遊びたい!
- フルーツバスケット 2nd season（女子生徒）
- キングスレイド 意志を継ぐものたち（森）
- アクダマドライブ（処刑課）

2021年
- スケートリーディング☆スターズ（他校生徒、ミリオンファン）
- ミュークルドリーミー みっくす!（JK）
- のんのんびより のんすとっぷ（先輩）
- 86-エイティシックス-（マイナ・ヤトミカ）
- イジらないで、長瀞さん（女子）
- ラブライブ!スーパースター!!
- 不滅のあなたへ
- カノジョも彼女（クラスメイト）
- カードファイト!! ヴァンガード overDress（2021年 - 2023年、スタッフ、生徒、ミレイの付き人） - 3シリーズ
- 鬼滅の刃 遊郭編（2021年 - 2022年）

2022年
- 薔薇王の葬列（エドワード王太子幼少期）
- 佐々木と宮野（双葉楓）
- ラブライブ!虹ヶ咲学園スクールアイドル同好会
- ヒロインたるもの!〜嫌われヒロインと内緒のお仕事〜（AD）
- 後宮の烏（少年宦官B）

2023年
- 魔王学院の不適合者 II 〜史上最強の魔王の始祖、転生して子孫たちの学校へ通う〜（2023年 - 2024年、カーサ・クルノア、ティティ、黒服女） - 2シリーズ
- TRIGUN STAMPEDE
- お隣の天使様にいつの間にか駄目人間にされていた件（女子生徒）
- テクノロイド オーバーマインド（大学生）
- クールドジ男子（女性）
- 異世界でチート能力を手にした俺は、現実世界をも無双する〜レベルアップは人生を変えた〜
- 事情を知らない転校生がグイグイくる。（黒川純子）
- 山田くんとLv999の恋をする（少女）
- 【推しの子】（女子生徒）
- 君は放課後インソムニア（女子生徒）
- 六道の悪女たち（椰子谷唯、亀井）
- Opus.COLORs（子供）
- ホリミヤ -piece-（女子生徒B）
- 無職転生 II 〜異世界行ったら本気だす〜（ギルドの受付、受付の女性）
- わたしの幸せな結婚
- 聖者無双〜サラリーマン、異世界で生き残るために歩む道〜（侍女）
- ライアー・ライアー（森羅C）
- 死神坊ちゃんと黒メイド（2023年 - 2024年、イヴリン） - 2シリーズ
- SHY（車内アナウンス）
- 新しい上司はど天然（社員、海野、広報）
- アンダーニンジャ（子供）

2024年
- 魔法少女にあこがれて（水神小夜 / マジアアズール）
- 休日のわるものさん（母親、店員）
- ふしぎ駄菓子屋 銭天堂（野原ソラ）
- SYNDUALITY Noir（ネージュ）
- バーテンダー 神のグラス（女性社員）
- 夜のクラゲは泳げない（女子高生）
- Lv2からチートだった元勇者候補のまったり異世界ライフ（アナウンス）
- 花野井くんと恋の病（女子）
- 怪獣8号（五十嵐ハクア）
- 黒執事 -寄宿学校編-（ブルーアー家姉妹）
- 魔法科高校の劣等生（パラサイドール）
- 時々ボソッとロシア語でデレる隣のアーリャさん（政近〈幼少期〉、女性客、女子生徒、生徒）
- 2.5次元の誘惑（女子生徒C）
- 恋は双子で割り切れない（先輩、部員）
- この世界は不完全すぎる（子ども）
- ニンジャラ（マギー）
- ATRI -My Dear Moments-（生徒）
- ダンダダン（小学生男子）
- ソードアート・オンライン オルタナティブ ガンゲイル・オンラインII（BKA）
- ブルーロック VS. U-20 JAPAN（女子高生A、相手チーム選手A）
- るろうに剣心 -明治剣客浪漫譚- 京都動乱（新井梓、子供、ロケ）
- アオのハコ（2024年 - 2025年、部員 他）
- 魔王2099（まななん）

2025年
- ババンババンバンバンパイア（篠塚葵）
- 俺だけレベルアップな件 Season 2 -Arise from the Shadow-（早手響）
- キミとアイドルプリキュア♪（女性店員、新橋わかば、喫茶グリッターの客、森こはる、街の人 他）
- ハニーレモンソーダ（お姉さん）
- どうせ、恋してしまうんだ。
- えぶりでいホスト（ヨーコ、ミキ、女性客、女性）
- ちくわ戦記〜おれのカワイイで地球侵略〜（犬宮まどか）
- 紫雲寺家の子供たち（店員）
- ロックは淑女の嗜みでして（ナツキ）
- ウマ娘 シンデレラグレイ（メイクンツカサ）
- Summer Pockets
- ＃コンパス2.0 戦闘摂理解析システム（ギャル）
- 男女の友情は成立する?（いや、しないっ!!）（凛音の母）
- 9-nine- Ruler’s Crown（女性）
- 帝乃三姉妹は案外、チョロい。（観戦記者）
- よふかしのうた Season2（滝澤）
- 神椿市建設中。（女子高生A、通行人）

### 劇場アニメ
- 劇場版ハイキュー!! ゴミ捨て場の決戦（2024年、子供）
- きみの色（2024年、女子生徒達）

### Webアニメ
- ゼノンザード THE ANIMATION（2020年、女）
- みにヴぁん ら〜じ（2021年、女性2）
- 風都探偵（2022年、看護師）
- タコピーの原罪（2025年、高校生[12]）

### ゲーム
2018年
- 城姫クエスト（望月城）

2019年
- SEVEN's CODE（ファニ）

2020年
- デス エンド リクエスト2（ポーラ・ウォレン）
- ラストピリオド -終わりなき螺旋の物語-（ガーネット）
- 少女とドラゴン -幻獣契約クリプトラクト-（テフレア）
- 社長、バトルの時間です!（スノー・ラレッジ）

2021年
- 鬼滅の刃 ヒノカミ血風譚
- デュエル・マスターズ プレイス（キョウカ）

2022年
- ライフ イズ ストレンジ トゥルー カラーズ（アレックス・チェン）
- 英雄伝説 黎の軌跡 II -CRIMSON SiN-（カエラ・マクミラン）

2023年
- 戦国最強伝説〜天地の覚醒〜（濃姫）
- タワーオブスカイ（ハツミー）
- モンスターストライク（千代古場ナナオ）

2024年
- 幻塔（ヤノ）　
- ユニコーンオーバーロード（エルマ、傭兵（タイプD）/ NPC）
- クイズRPG 魔法使いと黒猫のウィズ（ヘルガ・ツェーリンゲン）
- 俺だけレベルアップな件：ARISE（早手響）

2025年
- 記憶の鍵盤

### ドラマCD
- 俺達は新婚さんかもしれない（院生C[47]）

### ボイスドラマ
- 戦国繚乱美少女伝（2025年、直江兼続）

### 吹き替え
- 龍族 -The Blazing Dawn-（2024年、学生）

### デジタルコミック
- すべての人類を破壊する。それらは再生できない。（2019年、常連客 他[48]）
- にわか令嬢は王太子殿下の雇われ婚約者（2022年、リネット・アディンセル[49]）
- きみはマシェリ（2022年、受付嬢A、女性社員A、女性社員D[50]）
- 暗殺者の暗子ちゃん（2022年、霧暮ミスト[51]）
- 妹に婚約者を取られたら、獣な王子に求婚されました〜またたびとして溺愛されてます〜（2023年、プリシラ[52]）
- 朝まで延長希望です（2023年、女子学生1、女性店員、書店の女性店員）[53]
- 今日もハジメ先輩が好きすぎる（2023年、心湊）[54]

### シリーズ一覧
1. ↑  第2期『II』（2019年）、第3期『III』（2020年）
2. ↑  Season2（2021年）、続編『will+Dress』Season1（2022年）、続編『will+Dress』Season3（2023年）
3. ↑  第1クール（2023年）、第2クール（2024年）
4. ↑  第2期（2023年）、第3期（2024年）